# Tolima
Tolima é um departamento da Colômbia. Faz fronteira com os departamentos de Huila e Cauca ao sul, Valle del Cauca, Quindio e Risaralda ao oeste, Caldas ao norte e Cundinamarca (no qual o mesmo se separou após sua criação em 1861) ao leste.

## Municípios
1. Alpujarra
2. Alvarado
3. Ambalema
4. Anzoategui
5. Armero (Guayabal)
6. Ataco
7. Cajamarca
8. Carmen Apicala
9. Casabianca
10. Chaparral
11. Coello
12. Coyaima
13. Cunday
14. Dolores
15. Espinal
16. Falan
17. Flandes
18. Fresno
19. Guamo
20. Herveo
21. Honda
22. Ibagué
23. Icononzo
24. Lerida
25. Libano
26. Mariquita
27. Melgar
28. Murillo
29. Natagaima
30. Ortega
31. Piedras
32. Planadas
33. Prado
34. Purificacion
35. Rioblanco
36. Roncesvalles
37. Rovira
38. Saldana
39. San Antonio
40. San Luis
41. Santa Isabel
42. Suarez
43. Valle de San Juan
44. Venadillo
45. Villahermosa
46. Villarrica

### Etnias
| Cor/Raça         | Porcentagem |
| ---------------- | ----------- |
| Mestiços         | 84,46%      |
| Brancos          | 10,00%      |
| Indígenas        | 4,32%       |
| Afro-colombianos | 1,22%       |